# III Festival de la Cançó d'Intervisió
El III Festival de la Cançó d'Intervisió va ser la tercera edició del festival d'Europa de l'Est i es va celebrar a Sopot (on se celebrava el festival de Sopot) del 23 al 26 d'agost. Els actes d'interval van ser l'Al·la Pugatxova (representant de la Unió Soviètica i una dels guanyadors al Intervisió de 1978), els Boney M. i en Demis Roussos. El festival va ser guanyat per l'artista polonès Czesław Niemen (Чэслаў Неман) amb la cançó "Nim przyjdzie wiosna".

## Països participants
Dels 11 països fundadors, en aquesta edició només van participar deu: Alemanya de l'Est, Bulgària, Cuba, Espanya, Finlàndia, Hongria, Polònia, Romania, la Unió Soviètica i Txecoslovàquia.
| Nº | País              | Idioma    | Artista                            | Cançó                           | Traducció                     | Posició | Punts |
| -- | ----------------- | --------- | ---------------------------------- | ------------------------------- | ----------------------------- | ------- | ----- |
| 1  | Bèlgica           | -         | Pierre Rapsat                      | 1980                            | -                             | 10      | 17    |
| 2  | Portugal          | Portuguès | Gabriela Schaaf                    | Eu só quero                     | Jo només vull                 | 12      | 6     |
| 3  | Bulgària          | Búlgar    | Sztefka Berova i Jordan Marcsinkov | -                               | -                             | 10      | 17    |
| 4  | Romania           | Romanès   | Mirabella Dauer                    | Darull copiilor                 | El regal dels nens            | 8       | 23    |
| 5  | Txecoslovàquia    | Txec      | Lenka Filipová                     | Vyjdi                           | Vés-te’n!                     | 6       | 38    |
| 6  | Hongria           | Hongarès  | Cserháti Zsuzsa                    | Különös szilveszter             | Cap d'Any especial            | 3       | 62    |
| 7  | Finlàndia         | Finès     | Ritva Oksanen                      | Tuulessa soitto sousi           | Destruït pel vent             | 9       | 21    |
| 8  | Unió Soviètica    | Rus       | Jaak Joala                         | Podberu muziku (Подберу музыку) | Grava la música!              | 4       | 56    |
| 9  | Espanya           | Castellà  | Red de San Luis                    | Toros en México                 | Bulls en Mèxic                | 2       | 66    |
| 10 | Alemanya de l'Est | Alemany   | Michael Hansen i Nansis            | Sommer, komm wieder             | Estiu, torna!                 | 5       | 38    |
| 11 | Cuba              | Espanyol  | Anita "Annie" Linares              | Remedio                         | Remei                         | 11      | 13    |
| 12 | Polònia           | Polonès   | Czesław Niemen                     | Nim przyjdzie wiosna            | Abans que arribi la primavera | 1       | 82    |
| 13 | Marroc            | -         | Chems                              | -                               | -                             | 7       | 25    |

## Curiositats
- De la mateixa manera que a les edicions anteriors falta informació del artistes o de les cançons que es van triar.
- Dels països fundadors només faltava Iugoslàvia.